# Kou Abhay
Kou Abhay est un homme politique laotien né le 7 décembre 1892 à Khong et mort le 1er avril 1964. Il a été Premier Ministre du Laos entre janvier et juin 1960.